# Pete Rugolo
Pete Rugolo, (Patti, 1915. december 25. – Sherman Oaks, Los Angeles, 2011. október 16.) amerikai dzsesszzenész. Rugolo Stan Kenton zenekararának legfontosabb hangszerelője volt 1945-1949 között. Rugolo és Kenton szoros személyes barátságot kötött − Duke Ellington és hangszerelője, Billy Strayhorn barátságához hasonlóan.

## Pályafutása
Rugolo a szicíliai San Piero Pattiban született. Családja 1920-ban emigrált az Egyesült Államokba, és a kaliforniai Penngrove-ban telepedett le. Ötévesen került az Amerikai Egyesült Államokba, Santa Rosába. Zenei pályafutását baritonkürtön kezdte apjához hasonlóan, de gyorsan más hangszerek felé fordult, nevezetesen a kürt és a zongora felé. A San Francisco State College-ban tanult alapfokon, majd zeneszerzést tanult Darius Milhaudnál, és megszerezte a mesterfokozatot.
A hadseregben eltöltött idő után beileszkedett Kenton a zenekarába.egy sor kompozíciót készített („Bass, Percussion, Bolero, Boogie”), valamint a korábbi darabjai közül néhányat az Innovations in Modern Music Orchestra számára is.
Hamarosan a popzene felé fordult. 1949-ben a Capitol Records zenei igazgatója lett, ahol June Christy, Nat King Cole, Harry Belafonte, Peggy Lee, a The Four Freshmen és mások mukáit hangszerelte. 1957-ben a Mercury Records zenei igazgatójaként dolgozott, számos albumot készített ennek a kiadónak. 1954-ben egy big bandet vezetett. Az 50-es években Hollywoodba költözött.
Jelentősége a dzsesszzenében praktikusan fokozatosan megszünt.

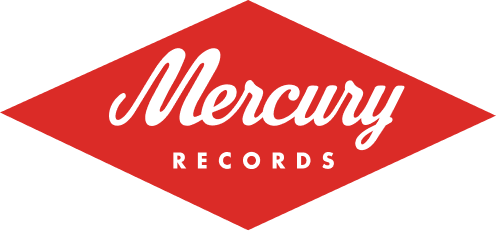

## Albumok
Introducing Pete Rugolo (1954)

Adventures in Rhythm (1955)

Rugolomania (1955)

Music for Hi-Fi Bugs (1956)

Out on a Limb (E1956)

New Sounds by Pete Rugolo (1957)

An Adventure in Sound: Brass in Hi-Fi (1958)

Percussion at Work (958)

Rugolo Plays Kenton (1958)

The Music from Richard Diamond (1959)

Behind Brigitte Bardot (1960)

10 Trombones Like 2 Pianos (1960)

The Original Music of Thriller (1961)

Ten Trumpets and 2 Guitars (1961)

10 Saxophones and 2 Basses (1961)

TV's Top Themes (1962)
With Stan Kenton
Stan Kenton's Milestones (1943-47 [1950])

Stan Kenton Classics (1944-47 [1952])

Artistry in Rhythm (1946)

Encores (1947)

A Presentation of Progressive Jazz (1947)

Popular Favorites by Stan Kenton (1953)

Kenton in Hi-Fi (1956)

Lush Interlude (1958)

Artistry in Voices and Brass (1963)
Imdb